# مائورو دوس سانتوس
مائورو دوس سانتوس (انگلیسی: Mauro dos Santos؛ زادهٔ ۷ ژوئیهٔ ۱۹۸۹) بازیکن فوتبال اهل آرژانتین است که در پست مدافع برای باشگاه سی دی ال اجیدو در فدراسیون سگوندا بازی می‌کند.
وی همچنین در تیم ملی فوتبال زیر ۲۰ سال آرژانتین بازی کرده‌است.